# Jakob Seer

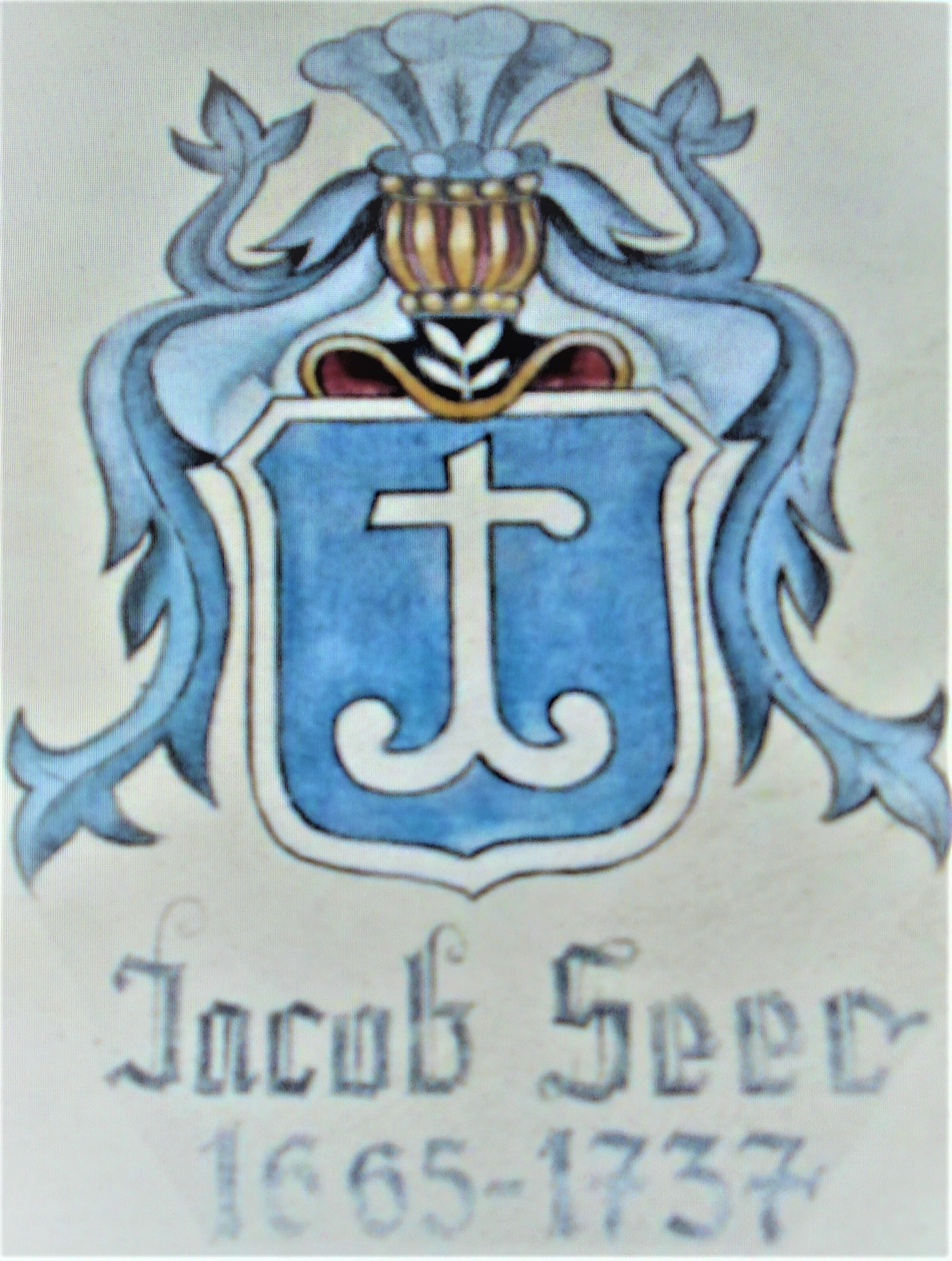
Wappen Jacob Seer mit seinem Steinmetzzeichen

Jakob Seer (auch Söer, Seher; * 1665 in St. Johann in Salzburg im Erzstift Salzburg, Land Salzburg; † 27. April 1737 in Eggenburg, Niederösterreich.) war ein salzburgisch-österreichischer Bildhauer.

## Leben

### Familie in St. Johann in Salzburg
Der hochfürstliche Sattlermeister Rupert Seer war mit Maria verheiratet, ihr Sohn Jacob wurde 1665 geboren. Als Witwer heiratete Rupert Seer am 7. Februar 1673 im Pongauer Dom Anna Rainer, Tochter eines Eisengießers. Am 14. März 1674 erfolgte die Geburt ihrer Tochter Maria.

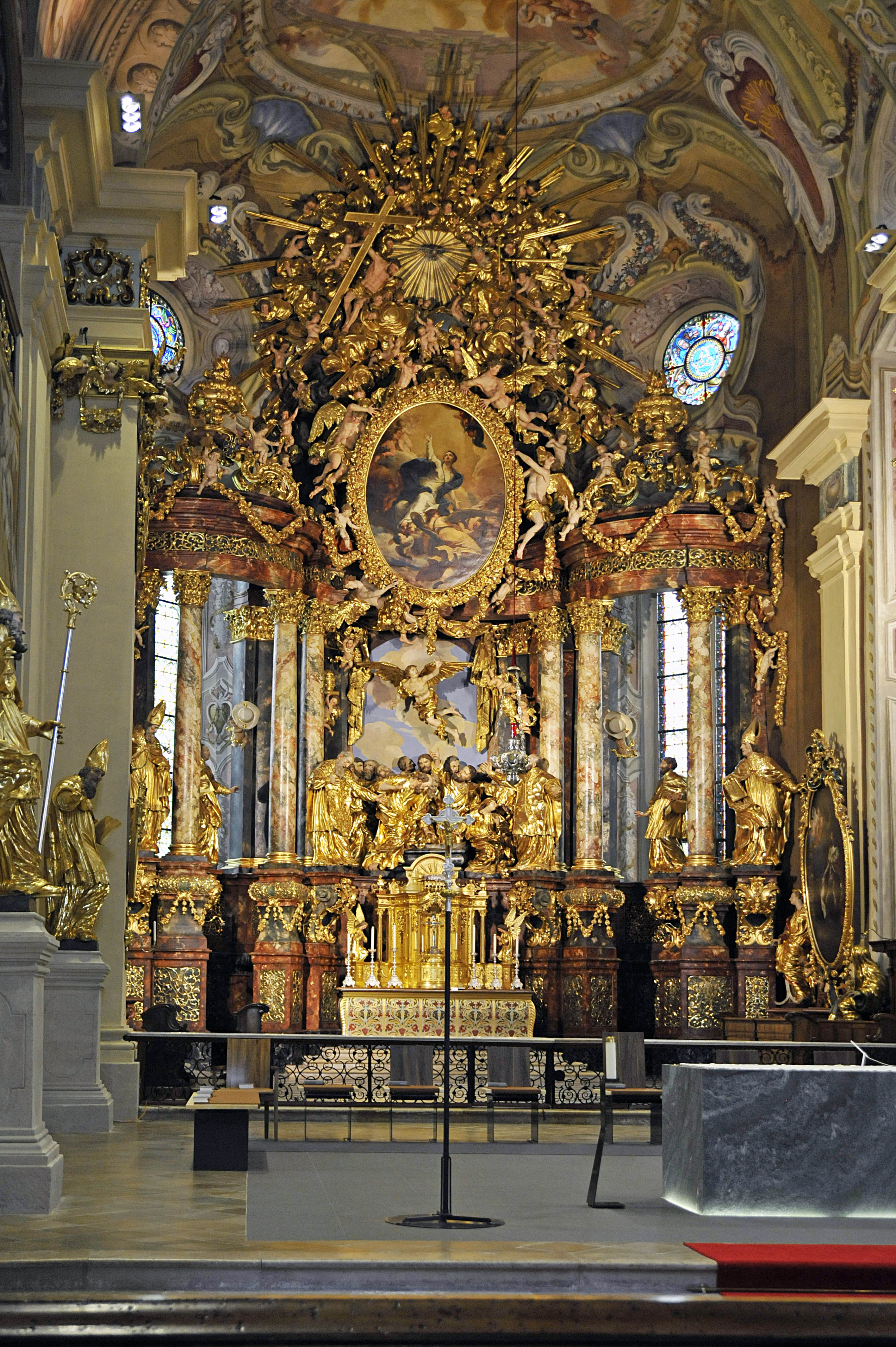
Stiftskirche Vorau Hochaltar 1701

### Augustiner Chorherrenstift Vorau
Im Stift Vorau begannen 1688 Arbeiten im Osttrakt des Prälaturgebäudes. Zum Baumeister wurde Matthias Zisser berufen. Unter Propst Johann Philipp Leisl (1691–1717) konnte 1694 der Osttrakt der Prälatur vollendet und das Vorgebäude des Stiftes erweitert werden. Jakob Seer fand dort auf seinem Ausbildungsweg Möglichkeiten der Weiterentwicklung, denn das Augustiner Chorherrenstift Vorau war ein Teil des Fürsterzbistums Salzburg. Die Stiftskirche wurde 1699 durch ein Presbyterium für einen neuen Hochaltar erweitert. Den Plan entwarf der kaiserliche Architekt, Bildhauer und Elfenbeinschnitzer Matthias Steinl. Das über der Figurengruppe angebrachte Ovalbild Mariä Himmelfahrt malte Antonio Bellucci.

#### Heirat
Am 3. Februar 1699 heiratete der statuarius Jacobus Seer von St. Johann in Salzburg, Sohn des verstorbenen hochfürstlichen Sallitermeisters Ruperti Seer und Frau Maria, Eleonore Zisser, Tochter des verstorbenen Mathias Zisser, Ratsbürger und Stiftsbaumeister und seiner Witwe Salome.

#### Stiftskirche
Die Figurengruppe am Hochaltar, teilweise überlebensgroß bemessen, gestaltete der aus Würzburg stammende Wiener Bildhauer Franz Caspar, sein Mitarbeiter aus Eggenburg Gabriel Niedermayr. Auch der in Vorau sesshafte Bildhauer Jakob Seer war an der Ausführung der Plastik beteiligt.

### Landesfürstliche Stadt Eggenburg
Am 17. Juni 1715 erhielt Jakob Seer über Ansuchen das Bürgerrecht und kaufte ein Jahr später, am 29. Mai 1716 ein Haus auf dem Platz, Ecke Pfarrgasse, um 200 Gulden. Ehefrau Eleonore starb am 6. Mai 1717 mit 56 Jahren. Der Witwer verheiratete sich wieder am 22. September 1720 mit Barbara List, Tochter von Paul und Christina List von Burgschleinitz. Zeugen waren die Steinmetzmeister Mathias Strickner, Joseph Steinböck und Andreas Steinböck. Ihr gemeinsamer Sohn Franz Leopold wurde am 15. November 1725 geboren, Taufpate war Franz Göltl, ein Chirurg in Eggenburg.

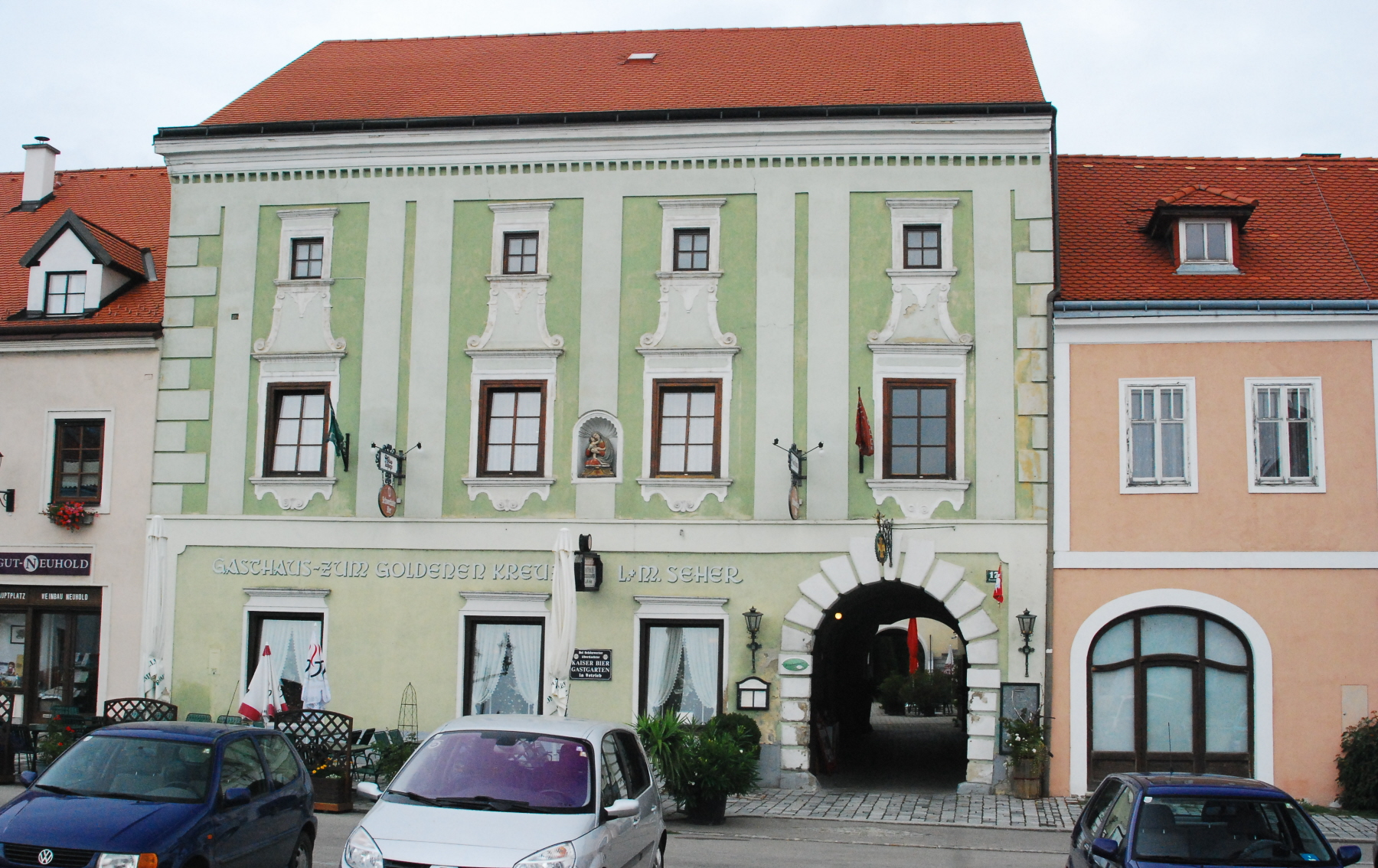
Hauptplatz 17, 1716 von Jakob Seer erworben, heute
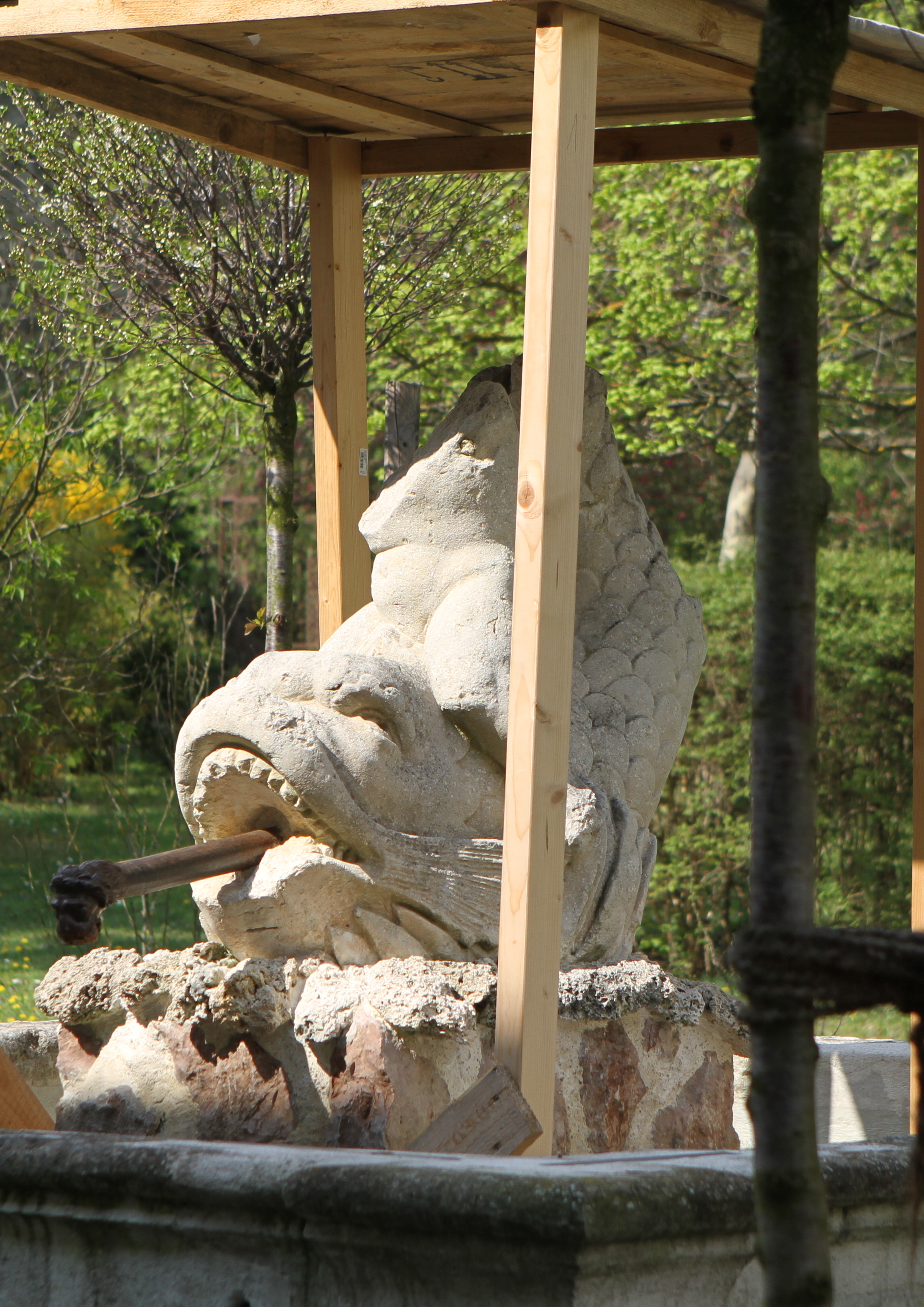
Alter Pfarrhof Neptunbrunnen Kindl mit Delphin verfertigt 1720
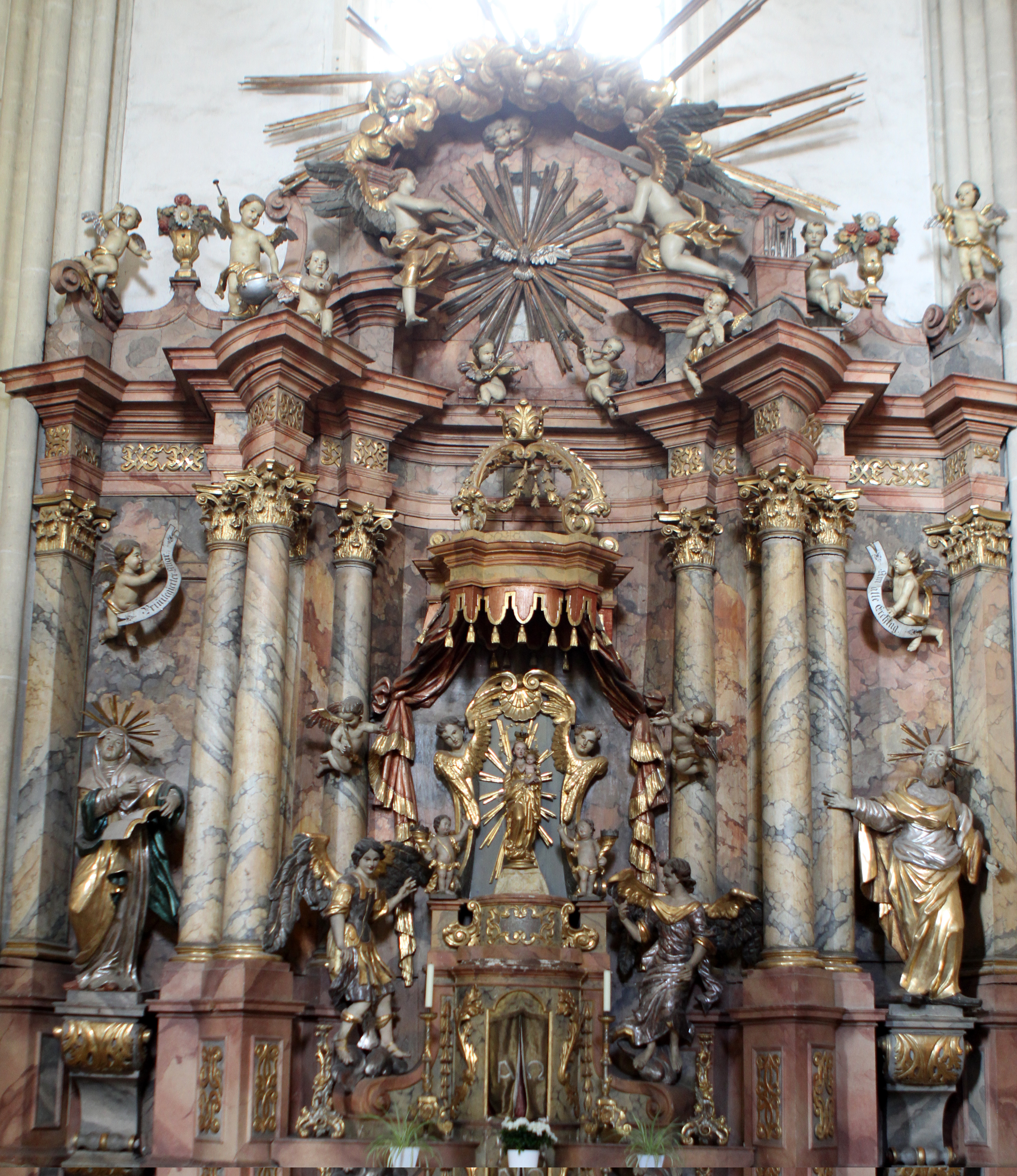
Marienaltar 1723
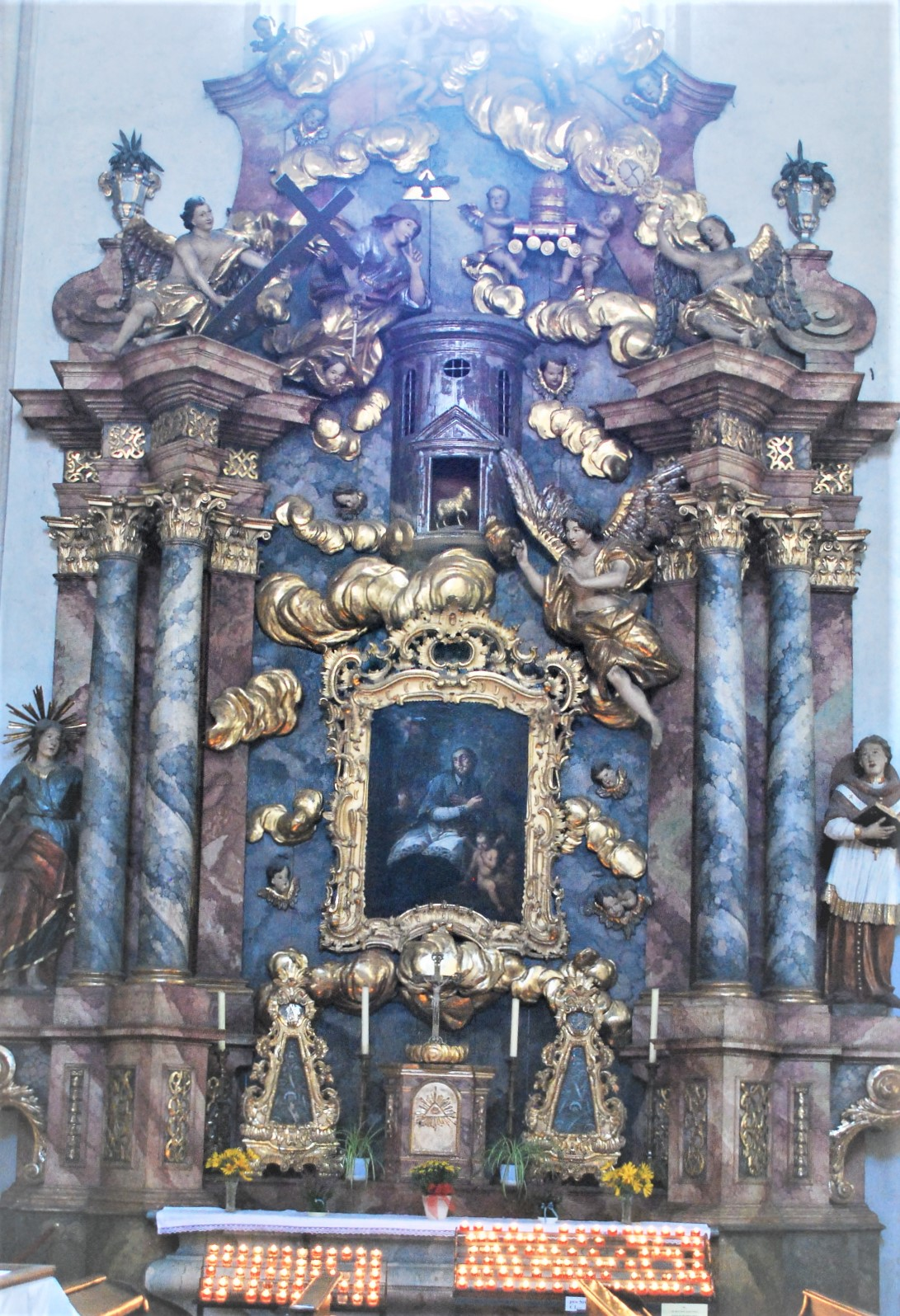
Joh. Nepomuk-Altar mit Tischler Mathias Niedermayr 1728
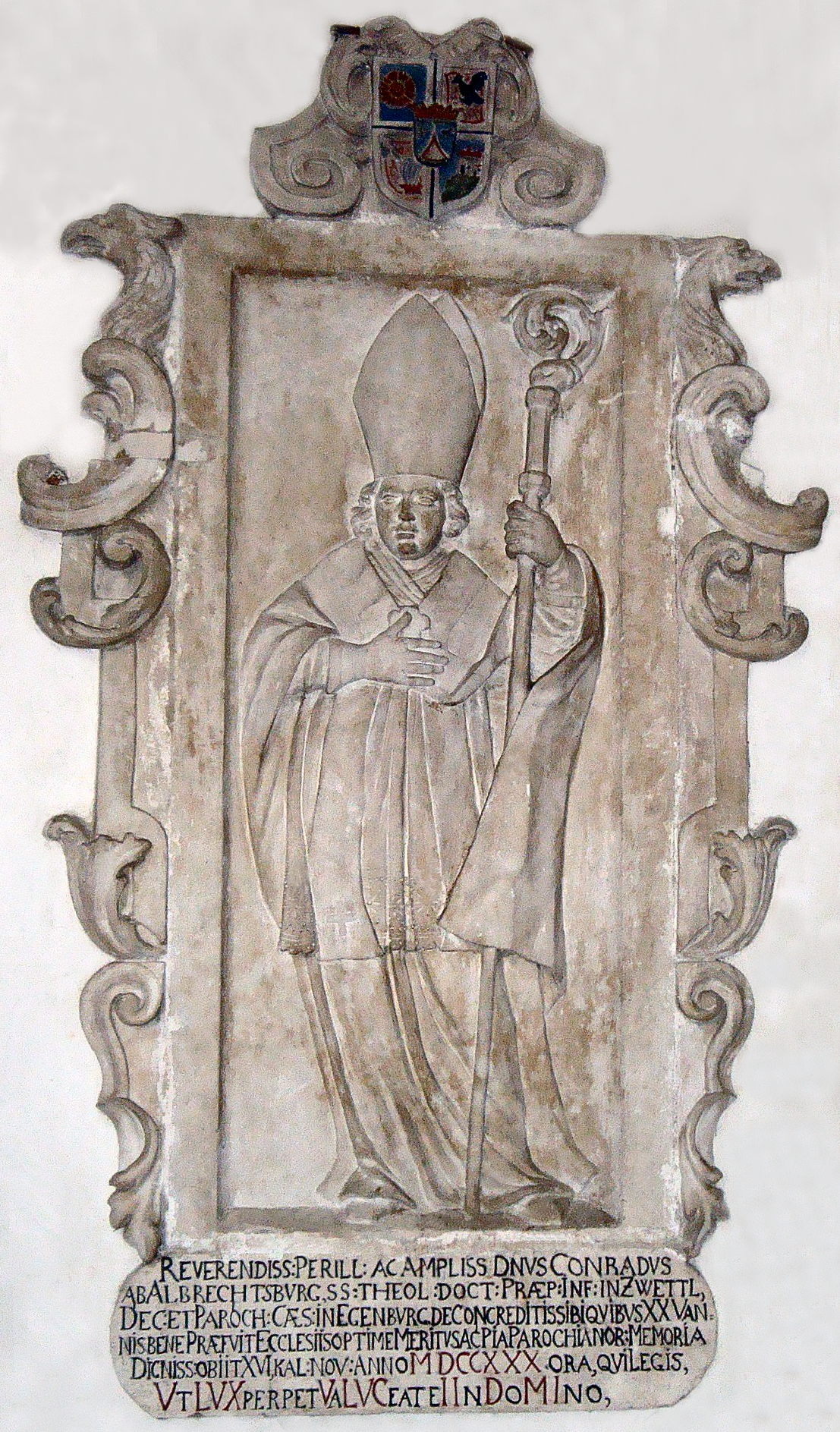
Pfarrkirche Eggenburg Epitaph

- Epitaph Propst Conrad Ferdinand von Albrechtsburg 1730

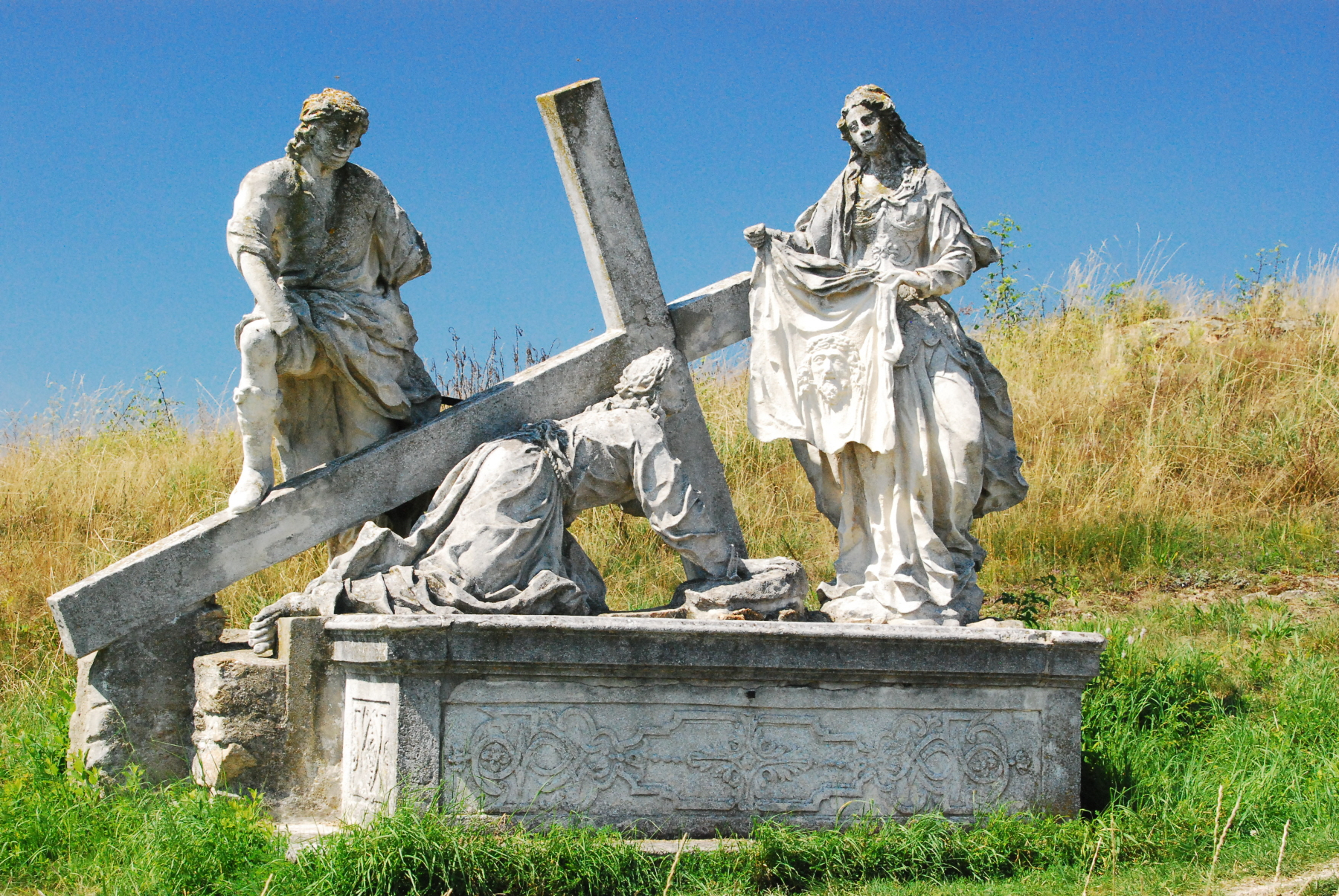
Kalvarienberg Retz, Figurengruppe 4, Schweißtuch der Veronika

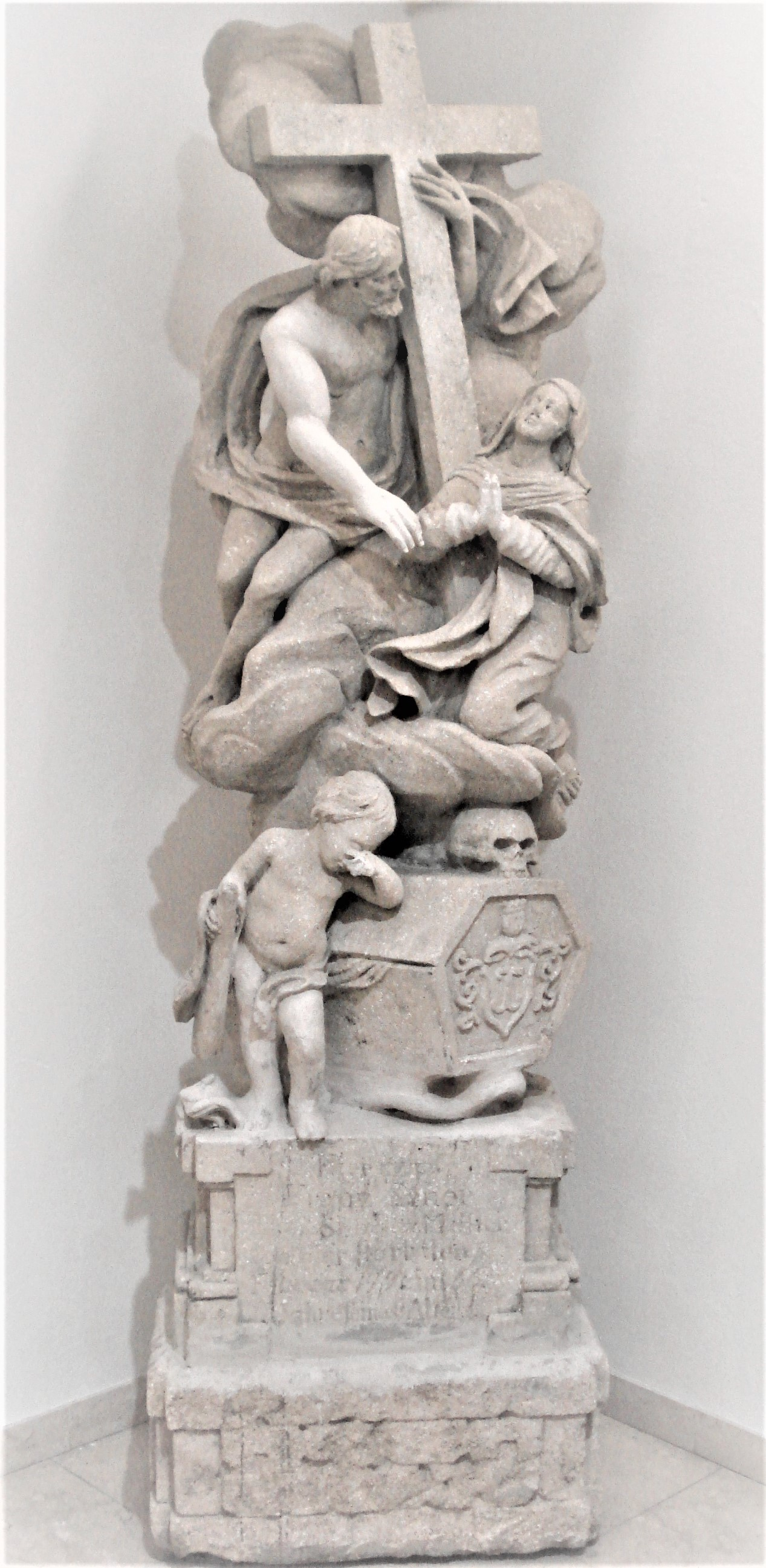
Krahuletz-Museum Epitaph Franz Seher 1791

## Werke
- Alter Pfarrhof Eggenburg, Neptunbrunnen 1720
- Stephanuskirche in Eggenburg, Dreifaltigkeitsaltar, jetzt Marienaltar 1723; Johann-Nepomuk-Altar 1728;
- Kalvarienberg von Retz 1727–1737[9][10]
- Kalvarienberg von Kühnring[11]
- Propsteikirche von Zwettl, Propst Konrad Ferdinand von Albrechtsburg erteilte noch vor seinem Tode Aufträge für Altäre, Seer lieferte den Figurenschmuck.[12] Von dieser barocken Einrichtung ist nur die Kanzel, 1730 errichtet, erhalten geblieben. Ebenso sind zwei Seitenaltäre vorhanden. Der linke verfügt über eine Figur von Johannes dem Evangelisten und der rechte über eine Figur von Johannes dem Täufer. Beide Bildnisse stammen vom ehemaligen barocken Hochaltar.

## Sohn Franz Seher
Sein Sohn Franz wurde 1725 geboren, der Vater starb 1737. Die Mutter Barbara hatte mit 22 Jahren den Witwer Jakob Seer geheiratet, sie überlebte ihn um 35 Jahre, starb am 29. November 1772 mit 74 Jahren. Der bürgerliche Steinmetz Franz Seher starb mit 65 Jahren am 19. Jänner 1791.
In den „Zechamtsrechnungen des Handwerks der Steinmetz- und Maurermeister in der l.f. Stadt Eggenburg“ für die Jahre 1787 bis 1794, sind als Steinmetzmeister die Namen Rudolf und Ignatz Trenckler sowie Johann Huber aus Zogelsdorf dokumentiert, aus Eggenburg Franz und Ferdinand Seher sowie Johann und Georg Ruckner.